# Аристов, Владимир Антонович
Владимир Антонович Аристов (7 [19] июля 1839, Кишинёв — 5 [18] марта 1902, Варшава) — русский судебный деятель, сенатор. Тайный советник.

## Биография
Происходил из обедневшего мелкопоместного дворянского рода; родился 7 (19) июля 1839 года в Кишинёве в семье полковника Антона Фёдоровича Аристова.
Учился в Ришельевском лицее. В 1860 году стал своекоштным студентом юридического факультета Московского университета, но не смог платить за слушание лекций и через полгода был принят в сторонние слушатели. В 1862 получил степень кандидата права. Службу начал 19 октября 1862 года младшим помощником секретаря в канцелярии 2-го отделения VI-го департамента Сената . В 1866 году был назначен секретарём Московской судебной палаты и в том же году, 25 октября — членом Тульского окружного суда; с 17 октября 1868 года — товарищ председателя Симферопольского окружного суда; с 1871 года — товарищ председателя Одесского окружного суда; с 1872 года — товарищ прокурора Одесской судебной палаты; 17 апреля 1874  года, имея чин статского советника был назначен на должность председателя Елисаветградского окружного суда, а в 1877 году вернулся в Одессу — председателем Одесского окружного суда.
В 1879 году был пожалован в камергеры Высочайшего Двора; в 1880 году стал прокурором Одесской судебной палаты и 1 января 1882 года был произведён в действительные статские советники.
С 1889 года занимал должность старшего председателя Варшавской судебной палаты, жил в Варшаве в д. 7 на улице Долгой.
Был произведён в тайные советники 21 апреля 1891 года; с 14 мая 1896 года ему было повелено присутствовать в Правительствующем сенате.
Умер 5 [18] марта 1902 года. Похоронен на Вольском кладбище в Варшаве.

## Награды
- орден Св. Владимира 3-й ст. (1883)
- орден Св. Станислава 1-й ст. (1886)
- орден Св. Анны 1-й ст. (1889)
- орден Св. Владимира 2-й ст.
- знак отличия Красного Креста.

## Семья
Жена: дочь полковника Ольга Дмитриевна Иванова (? – 25.8.1916, Кисловодск). Их дети:
- Владимир (29.02.1872—?), с 1899 года служил в прокурорском надзоре Варшавского окружного суда;
- Дмитрий (22.05.1878—?);
- Александр (10.08.1883—?);
- Наталия (31.07.1886—?).